# Eska Music Award

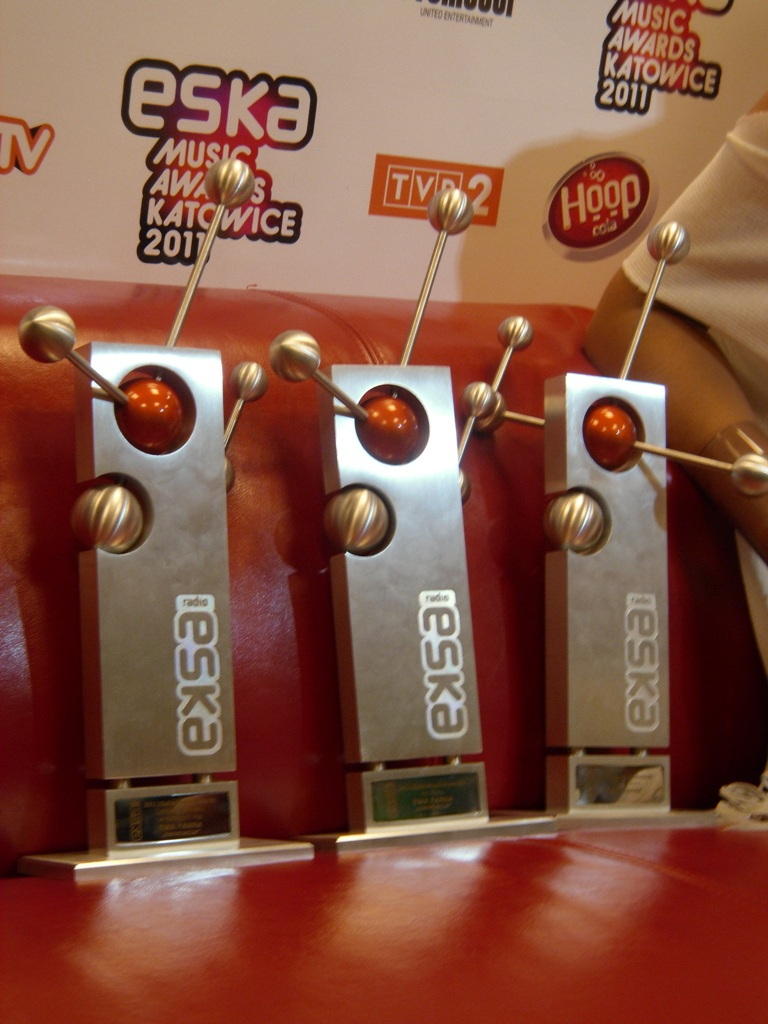
Sošky Eska Music Award

Eska Music Award je ocenění, které uděluje Radio Eska. Udílení cen je pořádáno jednou za rok, v měsících duben–srpen a vysílá ji televize TVP1, Eska TV a Radio Eska (dříve Polsat, TV 4 a TVP2).
První a druhý ročník se konal bez přítomnosti televizních kamer v klubu Cabaret a následně v Port West v Lodži. Třetí ročník byl vysílán na TV 4 a moderátorem byl Marcin Bisiorka (dodatečný umělecký ředitel a autor hesla „Zobacz Muzykę“) a další. Následný ročník se již běžel ve vysílání Polsatu (do roku 2010) a od roku 2011 je udílení cen vysíláno Polskou televizí nejprve na stanici TVP 2, od roku 2013 poté na TVP1. Do roku 2009 se slavnostní předávání cen konalo v Lodži, ale v roce 2010 se poprvé přesunulo do Pruszkówa. Následný ročník se konal postupně v Katovicích (2011), Kołobřehu (2012) a ve Štětíně, u příležitosti finálové závodu regat Tall Ships Races 2013. Od roku 2014 se udílení cen koná v hale Azoty Arena ve Štětíně.
Toto ocenění vzešlo z nápadu Mariusze Woźniczkého (generální ředitel), Macieje Zielińského (marketingový ředitel), Mariusze Brzezińského a Marcina Bisiorky. V dalších letech se k týmu připojili Michał Korol (spoluautor sošky EMA), Cezary Fortuna, Iga Mackiewicz, Maciek Woźnica, Tomasz Rosset a Ewelina Krysiak. Od první televiziní realizace je režisérem Konrad Smuga, scénografem je Michał Białousz a světla má na starosti Adam Tyszka.

## Ročníky

### Eska Music Awards 2002
Galavečer se konal v Lodži v dubnu 2002.
Ocenění:
- Blue Café
- Brainstorm

### Eska Music Awards 2003
Galavečer se konal v Lodži v dubnu 2003.
Ocenění:
- Skupina roku: Myslovitz
- Zpěvačka roku: Kasia Kowalska
- Hit roku: Wilki – „Baśka”
- Zpěvák roku: Krzysztof Krawczyk
- Interpret roku: t.A.T.u.

### Eska Music Awards 2004
Galavečer se konal v Lodži, 16. dubna 2004.
Ocenění:
- Zpěvačka roku – Polsko: Ewelina Flinta
- Zpěvák roku – Polsko: Marcin Rozynek
- Skupina roku – Polsko: Jeden Osiem L
- Hit roku – Polsko: Jeden Osiem L – „Jak zapomnieć”
- Album roku – Polsko: Mezo – Mezokracja
- Debut roku – Polsko: Sistars
- Hit roku – Svět: Groove Coverage
- Album roku – Svět: The Rasmus
- Interpret roku: Michał Wiśniewski
- Speciální cena: 3 Doors Down

### Eska Music Awards 2005
Galavečer se konal v Lodži, 22. dubna 2005.
Ocenění:
- Zpěvačka roku – Polsko: Mandaryna
- Zpěvák roku – Polsko: Doniu
- Skupina roku – Polsko: Sistars
- Hit roku – Polsko: Liber i Doniu – „Skarby”
- Deska roku – Polsko: Ania Dąbrowska – Samotność po zmierzchu
- Debut roku – Polsko: Monika Brodka
- Interpret roku – Polsko: Kombii
- Hit roku – Svět: Global Deejays – „The Sound of San Francisco”
- Interpret roku – Svět: Danzel
- Speciální cena: Bomfunk MC’s

### Eska Music Awards 2006
Galavečer se konal v Lodži, 28. dubna 2006.
Ocenění:
- Debut roku – Polsko: Verba
- Zpěvačka roku – Polsko: Doda
- Skupina roku – Polsko: Virgin
- Hit roku – Polsko: Mezo – „Ważne”
- Album roku – Polsko: Kombii – C.D.
- Zpěvák roku: Szymon Wydra
- Zpěvačka roku – Svět: Melanie C
- Skupina roku – Svět: Sugababes
- Hit roku – Svět: Mattafix – „Big City Life”
- Ocenění Eska Rock pro rockovou skupinu: The Rasmus

### Eska Music Awards 2007
Galavečer se konal v Lodži, 27. dubna 2007.
Ocenění:
- Zpěvačka roku – Polsko: Kasia Cerekwicka
- Skupina roku – Polsko: The Jet Set
- Zpěvák roku – Polsko: Mezo
- Hit roku – Polsko: Mezo a Tabb feat. Kasia Wilk – „Sacrum”
- Album roku – Polsko: Ania Dąbrowska – Kilka historii na ten sam temat
- Rádiový debut roku: Gosia Andrzejewicz
- Impreskowy hit roku: Kalwi & Remi – „Explosion”
- Ocenění Eska Rock pro rockovou skupinu: Myslovitz – „W deszczu maleńkich żółtych kwiatów”
- Zpěvačka roku – Svět: Jamelia
- Světový hit roku: September – „Satellites”
- Rocková skupina roku: Razorlight
- Umělec elektronické hudby: ATB
- Speciální ocenění: Jean Michel Jarre

### Eska Music Awards 2008
Galavečer se konal v Lodži, 28. dubna 2008.
Ocenění:
- Impreskowy hit roku: DJ Remo – „My Music Song”
- Skupina roku – Polsko: Feel
- Rádiový hit roku Era: Basshunter – „Now You're Gone”
- Album roku – Polsko: Feel – Feel
- Hit roku – Polsko: Feel – „A gdy jest już ciemno”
- Videoklip roku Eska.pl: Feel – „No pokaż na co cię stać”
- Rockové album roku: Hey – Unplugged
- Zpěvák roku – Polsko: Łukasz Zagrobelny
- Zpěvačka roku – Polsko: Patrycja Markowska
- Nejlepší nový interpret: Sunrise Avenue
- Nejlepší rocková skupina: Manic Street Preachers
- Speciální cena: Craig David

### Eska Music Awards 2009
Galavečer se konal v Lodži, 19. března 2009.
Ocenění:
- ImprESKOWY hit roku: Nexx – „Synchronize Lips”
- Hit roku – Polsko: Edyta Górniak – „To nie tak jak myślisz”
- Videoklip roku – Polsko: PIN – „Niekochanie”
- Skupina roku – Polsko: Feel
- Album roku – Polsko: Sylwia Grzeszczak a Liber – Ona i On
- Rádiový debut roku – Polsko: Iwona Węgrowska
- Rockový hit roku – Polsko: Coma – „Zero osiem wojna”
- Zpěvák roku – Polsko: Liber
- Zpěvačka roku – Polsko: Sylwia Grzeszczak
- Speciální cena rádia ESKA: Feel
- Nejlepší nový zahraniční interpret: Lady Gaga
- Nejlepší zahraniční rocková skupina: The Killers
- Nejlepší zahraniční popový interpret: Matt Pokora
- Nejlepší zahraniční hit: Morandi – „Angels”
- Zahraniční album roku: Katy Perry – One of the Boys

### Eska Music Awards 2010
Galavečer se konal v Pruszkówě 23. května 2010.
Ocenění:
- Zpěvák roku: Andrzej Piaseczny
- Zpěvačka roku: Agnieszka Chylińska
- Skupina roku: Afromental
- Debut roku: Marina
- Hit roku: Ewa Farna – „Cicho”
- Videoklip roku: Doda – „Rany”
- Rockový hit roku: Lipali – „Upadam”
- Rocková skupina roku – Świat: White Lies
- Interpret roku – Svět: Inna
- Skupina roku – Svět: OneRepublic
- Hit roku – Svět: Oceana – „Cry, Cry”
- Debut roku – Svět: Ke$ha
- Album roku – Svět: Melanie Fiona – The Bridge

### Eska Music Awards 2011

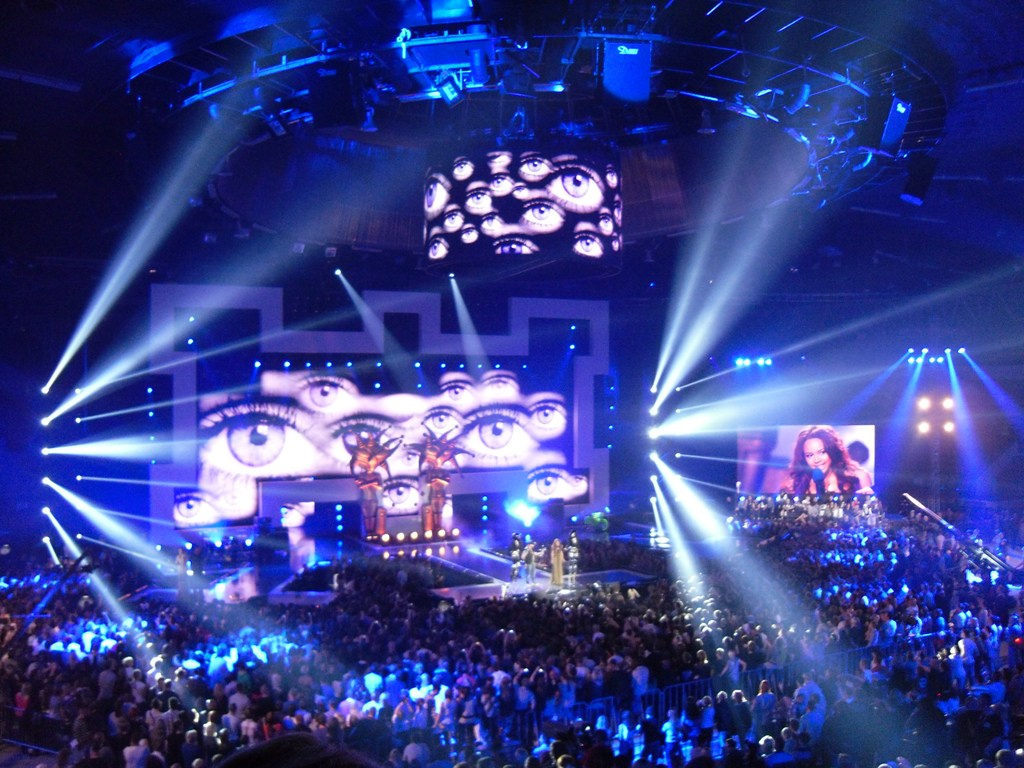
Eska Music Awards 2011 v Katowicích

Galavečer se konal v Katowicích, 28. května 2011.
Ocenění:
- Zpěvačka roku: Ewa Farna
- Zpěvák roku: Robert M
- Skupina roku: Video
- Klubový hit roku: Robert M – „All Day All Night”
- Hit roku: Ewa Farna – „Ewakuacja”
- Videoklip roku: Afromental – „Rock & Rollin’ Love”
- Nová tvář: Asia Ash
- Skupina roku – Svět: Madcon
- Rocková skupina roku – Svět: Skunk Anansie
- Zpěvačka roku – Svět: Lady Gaga
- Hit roku – Svět: Alexis Jordan – „Happines”
- Nová tvář – Svět: Natalia Kills
- Nejstahovanější hit roku v kategorii pop: Ewa Farna – „Ewakuacja”

### Eska Music Awards 2012
Galavečer se konal v Kołobrzegu, 20. července 2012.
Ocenění:
- Nejlepší zpěvačka: Sylwia Grzeszczak
- Nejlepší zpěvák: Robert M
- Nejlepší zpěvák – Svět: David Guetta
- Nejlepší skupina: Enej
- Nejlepší album: Sylwia Grzeszczak – Sen o przyszłości
- Nejlepší hit: Enej – „Skrzydlate ręce”
- Nejlepší videoklip v ESKA.TV: Sylwia Grzeszczak – „Sen o przyszłości”
- Nejlepší debut: Jula
- Nejlepší interpret na ESKA.PL: Jula
- Hit léta: Rafał Brzozowski – „Tak blisko”

### Eska Music Awards 2013
Galavečer se konal ve Štětíně, 3. srpna 2013.
Ocenění:
- Nejlepší zpěvačka: Sylwia Grzeszczak
- Nejlepší zpěvák: Liber
- Nejlepší skupina: Enej
- Nejlepší album: LemON – LemON
- Nejlepší hit: Ewelina Lisowska – „W stronę słońca”
- Eska TV Award – Nejlepší videoklip: Margaret – „Thank You Very Much”
- Nejlepší debut: Ewelina Lisowska
- eskaGO Award – Najlepszy artysta w sieci: Ewelina Lisowska
- Speciální cena: Nelly Furtado
- Nejlepší vystoupení: LemON

### Eska Music Awards 2014
Galavečer se konal ve Štětíně, 22. srpna 2014.
Ocenění:
- Nejlepší zpěvačka: Sylwia Grzeszczak
- Nejlepší zpěvák: Mrozu
- Nejlepší skupina: LemON
- Nejlepší hit: Donatan a Cleo – „My Słowianie”
- Eska TV Award – Nejlepší videoklip: Mrozu – „Nic do stracenia”
- Nejlepší rádiový debut: Grzegorz Hyży
- eskaGO Award – Najlepszy artysta w sieci: Donatan a Cleo
- Speciální cena: Agnieszka Chylińska

### Eska Music Awards 2015

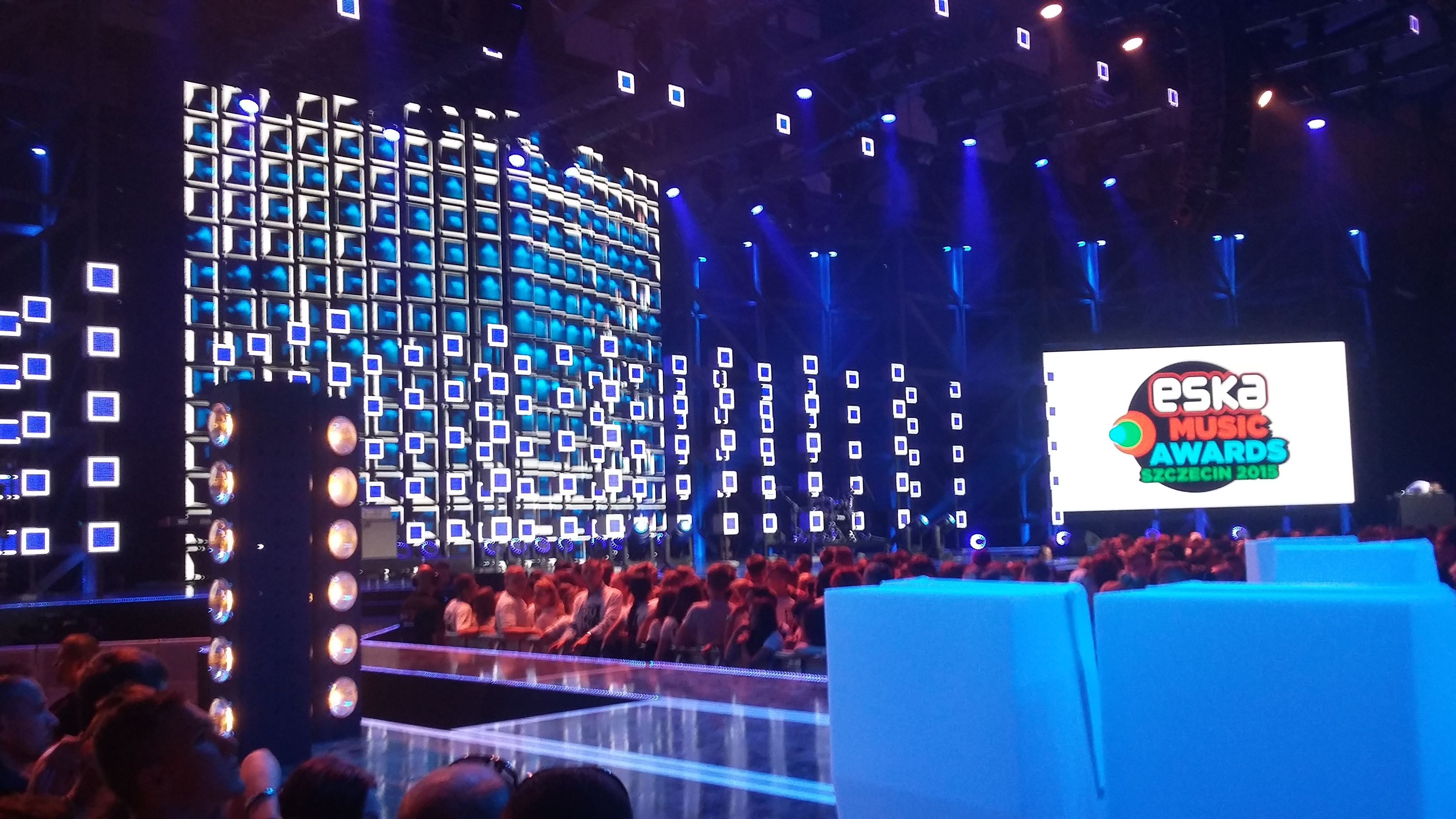
Scéna Eska Music Awards 2015

Galavečer se konal ve Štětíně, 29. srpna 2015.
Ocenění:
- Nejlepší zpěvačka: Margaret
- Nejlepší zpěvák: Kamil Bednarek
- Nejlepší skupina: Video
- Nejlepší hit: Sarsa – „Naucz mnie”
- Eska TV Award – Nejlepší videoklip: Natalia Nykiel – „Bądź duży”
- Nejlepší rádiový debut: Sound’n’Grace
- eskaGO Award – Najlepszy artysta w sieci: Margaret
- Speciální cena – Nejlepší zahraniční interpret: Adam Lambert

## Seznam oceněných
| Počet obdržených sošek | Interpret |
| ---------------------- | --- |
| 7                      | Sylwia Grzeszczak                                                                                              |
| 6                      | Feel |
| 4                      | Mezo, Ewa Farna                                                                                                |
| 3                      | Robert M, Enej, Liber, Ewelina Lisowska, LemON, Margaret                                                       |
| 2                      | Lady Gaga, Jula, Jeden Osiem L, Afromental, Myslovitz, Donatan a Cleo, Mrozu, Agnieszka Chylińska, Doda, Video |